# Писък (филм, 2022)
„Писък“ (на английски: Scream) е американски филм на ужасите от 2022 година на режисьорите Мат Бетинели-Олпин и Тайлър Гилет, по сценарий на Джеймс Уандърбилт и Гай Бъсик. Това е петата част от филмовата поредица „Писък“. Въпреки че се таксува като повторно стартиране на филмовата поредица, филмът е директно продължение на „Писък 4“ (2011) и е един от първите филми, които не са режисирани от Уес Крейвън след смъртта му през 2015 г. Филмът се посвещава на Крейвън в началото на финалните надписи. Във филма участват Мелиса Барера, Джак Куейд, Джена Ортега, Дилън Минет, Майки Медисън, Мейсън Гудинг, Жасмин Савой Браун, Сония Бен Амар, Марли Шелтън, Кортни Кокс, Дейвид Аркет и Нийв Кембъл.